# Nacionalni park Hot Springs
Nacionalni park Hot Springs je jedan od ukupno 58 nacionalnih parkova smještenih na području Sjedinjenih Američkih Država.

## Ostali projekti
|  | Zajednički poslužitelj ima stranicu o temi Nacionalni park Hot Springs    |
|  | Zajednički poslužitelj ima još gradiva o temi Nacionalni park Hot Springs |